# Rana Javadi
Rana Javadi (* 1944) je íránská fotografka.

## Biografie
Javadi, která se sama vzdělala ve fotografii, začala v roce 1989 pracovat jako ředitelka fotografických a obrazových studií na Úřadu pro kulturní výzkum v Teheránu. V letech 1997 až 1999 byla zakládající členkou Askhaneh Shahr, prvního íránského muzea fotografie; je také v redakční radě fotografického žurnálu Aksnameh. Během své kariéry hodně vystavovala v Íránu i v zahraničí. Její tvorba zahrnuje sérii When You Were Dying, ve které sbírá staré studiové fotografie z Íránu a používá je jako základ pro fotokoláže zahrnující textilie, květiny a další předměty. Působila také jako dokumentaristka, zaznamenávala íránskou revoluci a íránsko-iráckou válku. Javadi je vdovou po fotografovi Bahmanu Jalalim.
Jedno dílo Rany Javadi, fotografie bez názvu z roku 1978 ze série Days of Blood, Days of Fire (Dny krve, Dny ohně), je ve sbírkách Galerie Artura M. Sacklera Smithsonian Institution.